# Den mobila revolutionen
Den mobila revolutionen är en svensk dokumentär från 2014 med manus och regi av Magnus Sjöström som handlar om mobiltelefonens historia och påverkan på samhälle och beteende. Serien är producerad av UR och sändes ursprungligen i SVT den 17 december 2014. 
Serien fick världsomfattande distribution genom JAVA Films under titeln ”The Mobile Revolution”. 

## Beskrivning
Dokumentären berättar om de avgörande historiska utvecklingsstegen bakom mobiltelefoni. Richard Frenkiel återbesöker Bell Labs där den cellulära tekniken utvecklades. Martin Cooper från Motorola berättar hur han 1973 gör det första publika mobiltelefonsamtalet. 
Jorma Ollila redogör för hur Nokia blev branschledande genom att starta stort på GSM-tekniken. Dokumentären berättar om betydelsen av kameramobiler för nyhetsbevakning och hur Apple med Iphone skapade en smartmobil som förändrade spelplanen för aktörerna på telekommarknaden.  
Filmen avslutas med en diskussion om konsekvenserna av att vara ständigt uppkopplad och nåbar. En behandlingsanläggning för ungdomar med teknikberoende besöks och Danny Bowman, Storbritanniens ”selfie-missbrukare” porträtteras.
Den mobila revolutionen ingår i UR:s serie om teknikutvecklingens samhällseffekter. De övriga dokumentärerna i serien är Den automatiserade framtiden (2016) och Vår digitala planet (2020).

## Medverkande
- Jorma Ollila
- Martin Cooper